# Arshgul
Arshgul fou una antiga ciutat d'Algèria entre Orà i la frontera marroquina, a la desembocadura del riu Tafna enfront de l'illa Rachgoun.
En el període romà s'anomenava Portus Sigensis (Port de Siga) i fou la capital del rei Sifax de Numídia (abans de 215 aC-202 aC). Al començament del segle x fou concedida per Idrís I al seu germà Issa ibn Muhàmmad ibn Sulayman; se sap que els idríssides en foren expulsats pels fatimites i la població va emigrar cap a Còrdova. En aquest mateix segle (segona meitat) Ibn Hàwqal diu que fou reconstruïda per un emir d'una tribu amaziga, els miknasa (tribu), vassalls de Còrdova i repoblada amb andalusins però fou destruïda en les guerres al començament del segle xi. Reconstruïda, al final del segle següent segons al-Bakrí pertanyia a Tremissèn, i disposava d'un port, unes muralles amb quatre portes, una mesquita i dos banys un dels quals era anterior a l'islam, i durant anys fins al segle xii va patir els efectes de la guerra; al segle xii al-Idrissí diu que era ja només un fortalesa poblada amb un port d'avituallament d'aigua; a la primera meitat del segle xiii fou atacada pels Banu Ghaniya mallorquins seguidors dels almoràvits; finalment al segle xvi fou abandonada quan els espanyols van atacar Orà.